# 6750 Katgert
6750 Katgert è un asteroide della fascia principale. Scoperto nel 1971, presenta un'orbita caratterizzata da un semiasse maggiore pari a 3,0071336 UA e da un'eccentricità di 0,1032044, inclinata di 9,25984° rispetto all'eclittica.